# Panda Comércio de Fibra de Vidro
Panda Comércio de Fibra de Vidro Ltda. war ein brasilianischer Hersteller von Automobilen.

## Unternehmensgeschichte
Das Unternehmen aus Rio de Janeiro stellte in der ersten Hälfte der 1980er Jahre Automobile und Kit Cars her. Der Markenname lautete Panda.
Von 1988 bis zum Ende des Jahrzehnts tauchte der Markenname erneut auf. Vermutlich hatte ein Unternehmen aus dem Nordosten Brasiliens die Herstellungs- und Markenrechte übernommen.

## Fahrzeuge
Im Angebot standen VW-Buggies. Auf ein ungekürztes Fahrgestell von Volkswagen do Brasil mit Heckmotor wurde eine offene türlose Karosserie aus Fiberglas montiert. Hinter den vorderen Sitzen war ein Überrollbügel. Die Rückleuchten stammten vom VW-Bus. Bei der ersten Serien waren die vorderen Scheinwerfer unterhalb der Kotflügel platziert.
Bei den Modellen ab 1988 war die Karosserie eckiger gestaltet. Die Scheinwerfer waren ebenfalls eckig.